# Connor (Familienname)
Connor ist der Familienname folgender Personen:
- Albert O. Connor (1914–1989), US-amerikanischer Offizier, Generalleutnant der US Army
- Alice Connor (* 1990), britische Schauspielerin
- Ashleigh Connor (1989–2011), australische Fußballspielerin
- Ashley Connor (* ≈1987), US-amerikanische Kamerafrau
- Ben Connor (Leichtathlet) (* 1992), britischer Leichtathlet
- Ben Connor (Sänger), australischer Opernsänger
- Bernard Connor (1666–1698), irischer Mediziner und Naturforscher
- Brian Connor (Tennisspieler) (* vor 1968), australischer Tennisspieler
- Brian Connor (Fußballspieler) (* 1969), anguillanischer Fußballspieler
- Brian Connor (Spezialeffektkünstler), US-amerikanischer Spezialeffektkünstler
- Bull Connor (1897–1973), US-amerikanischer Politiker
- Charles Connor (1935–2021), US-amerikanischer Schlagzeuger
- Chris Connor (1927–2009), US-amerikanische Jazzsängerin
- Dave Connor (David Richard Connor; * 1945), englischer Fußballspieler
- David Connor (Segler), australischer Segler
- Desmond Connor (* 1935), australisch-neuseeländischer Rugby-Union-Spieler
- Edric Connor (1913–1968), britischer Sänger und Schauspieler
- George Connor (Geistlicher) (1822–1883), britischer Geistlicher
- George Connor (Politiker) (1878–1941), australischer Politiker
- George Connor (Rennfahrer) (1906–2001), US-amerikanischer Automobilrennfahrer
- George Connor (Footballspieler) (1925–2003), US-amerikanischer American-Football-Spieler
- Herbert Connor (1907–1983), deutsch-schwedischer Journalist, Musikkritiker und -pädagoge
- Hayley Connor (* 1984), englische Badmintonspielerin
- Henry G. Connor (1852–1924), US-amerikanischer Politiker und Rechtswissenschaftler
- Henry William Connor (1793–1866), US-amerikanischer Politiker
- James Connor (Fußballspieler, 1861) (1861–1899), schottischer Fußballspieler
- James Connor (Fußballspieler, 1867) (1867–1929), englischer Fußballspieler
- James Connor (Fußballspieler, 1917) (1917–??), schottischer Fußballspieler
- James Connor (Fußballspieler, 1938) (* 1938), englischer Fußballspieler
- James Connor (Wasserspringer) (* 1995), australischer Wasserspringer
- James M. Connor (* 1960), US-amerikanischer Schauspieler
- Jimmy Connor (Fußballspieler, 1877) (James Connor; 1877–1918), irischer Fußballspieler
- Jimmy Connor (Fußballspieler, 1909) (James Connor; 1909–1980), schottischer Fußballspieler
- Joanna Connor (* 1962), US-amerikanische Sängerin und Gitarristin
- Joe Connor (Baseballspieler) (Joseph Francis Connor; 1874–1957), US-amerikanischer Baseballspieler
- Joe Connor (Fußballspieler, 1877) (Maurice Joseph John Connor; 1877–1934), irischer Fußballspieler
- Joe Connor (Fußballspieler, 1986) (Joseph Connor; * 1986), englischer Fußballspieler
- John Connor (Politiker) (1944–2024), irischer Politiker
- John Connor (Schriftsteller) (* 1946), britischer Schriftsteller
- John Connor (Fußballspieler) (* 1953), kanadischer Fußballspieler
- John Paul Luke Connor, amerikanischer Sänger, Mitglied von Dog Eat Dog (Band)
- John T. Connor (1914–2000), US-amerikanischer Politiker
- John William Connor (Jack Connor), britischer Physiker
- Johnny Connor († 1955), irischer Politiker
- Jon Connor (* 1985), US-amerikanischer Rapper
- Jordan Connor (* 1991), kanadischer Schauspieler
- Joseph Connor (Fußballfunktionär), britischer Fußballfunktionär
- Joseph Connor (Komponist) (1895–1952), US-amerikanischer Geistlicher und Komponist
- Kayne Connor (* 2004), anguillanischer Fußballspieler
- Keith Connor (* 1957), britischer Leichtathlet
- Kenneth Connor (1918–1993), britischer Schauspieler
- Kevin Connor (* 1937), britischer Regisseur
- Kevin Connor (Zeichner) (* 1932), australischer Zeichner und Maler
- Kit Connor (* 2004), britischer Schauspieler
- Kyle Connor (* 1996), US-amerikanischer Eishockeyspieler
- Larry Connor (* 1950), US-amerikanischer Unternehmer, Pilot, Philanthrop und Raumfahrer
- Linda Connor (* 1944), US-amerikanische Fotografin
- Martin Connor (Politiker) (* 1945), US-amerikanischer Politiker
- Martin Connor (Filmeditor), australischer Filmeditor
- Mekhi Connor (* 2008), anguillanischer Fußballspieler
- Nadine Conner (1907–2003), US-amerikanische Sängerin
- Patrick Connor (1906–1989), irischer Politiker
- Ralph Connor (Schriftsteller) (eigentlich Charles William Gordon; 1860–1937), kanadischer Schriftsteller
- Ralph Connor (Chemiker) (1907–1990), US-amerikanischer Chemiker
- Robert Connor (Tennisspieler), südafrikanischer Tennisspieler
- Robert Connor (Fußballspieler) (Bobby Connor; * 1960), schottischer Fußballspieler und -trainer
- Robert Connor (Regisseur) (* 1984), schwedisch-US-amerikanischer Filmregisseur und -produzent
- Robert Digges Wimberly Connor (1878–1950), US-amerikanischer Archivar
- Roger Connor (1857–1931), US-amerikanischer Baseballspieler
- Ryan Connor (* 1984), nordirischer Radrennfahrer
- Sarah Connor (* 1980), deutsche Sängerin
- Seldon Connor (1839–1917), US-amerikanischer Politiker
- Varise Connor (1906–1994), US-amerikanischer Musiker
- Walker F. Connor (1926–2017), US-amerikanischer Politikwissenschaftler
- Walter D. Connor (1942–2022), US-amerikanischer Politikwissenschaftler
- Walter Robert Connor (* 1934), US-amerikanischer Althistoriker
- William Connor (Turner) (1870–??), britischer Turner
- William Connor (Journalist) (William Neil Connor, Pseudonym Cassandra; 1909–1967), britischer Journalist
- William Connor (Pastor) (1921–1990), Baptist von St. Kitts und Nevis
- William Bill Connor (* 1959), US-amerikanischer Schauspieler
- William D. Connor (William Duncan Connor; 1864–1944), US-amerikanischer Politiker
- William Durward Connor (1874–1960), US-amerikanischer General

Fiktive Figuren:
- Sarah Connor, weibliche Hauptfigur aus der Terminator-Filmreihe von James Cameron und deren Nachfolger- und Ablegerproduktionen, siehe Terminator (Film)

Siehe auch:
- O’Connor, Familienname
- Connors, Familienname
- O’Conor, Familienname
- Conner, Familienname